# Alue Gadeng Satu
Alue Gadeng Satu is een bestuurslaag in het regentschap Aceh Timur van de provincie Atjeh, Indonesië. Alue Gadeng Satu telt 413 inwoners (volkstelling 2010).